# Сукман II Шах-Армен
Насиреддин Сукман II или Сукман II Шах-Армен (тур. Nasîrüddin Sökmen II, арм. Սուքման Բ   Շահ Միհրան; ок. 1122—1185) — правитель эмирата с центром в Хлате, внук Сукмана аль-Кутби, основателя эмирата и династии Ахлатшахов или Шах-Арменидов. Сукман II был последним представителем династии на троне эмирата. После него правил его гулям Сейфеддин Бектимур.
Отец Сукмана Ибрагим умер, когда Сукману было всего 6 лет, фактическим правителем поначалу была бабушка Сукмана, Инанч-хатун. Самостоятельное правление Сукмана, которого хронисты называли Шах-Армен, началось, согласно источникам, в 1134 году и считается периодом расцвета эмирата. Этот период ознаменовался противоборством государства Ахлатшахов и Грузинского царства. Из-за территориальных столкновений отношения между эмиратом и грузинами были напряженными. Сукман вступил в союз с другими мусульманскими правителями, и они вместе в серии кампаний противостояли противнику. Часть сражений была выиграна грузинами, часть тюрками. Последние годы жизни Сукмана он столкнулся ещё с одним противником — Салах ад-Дином, который хотел подчинить эмираты Верхней Месопотамии. Через 22 года после смерти Сукмана в 1207 году эмират перешёл под контроль Айюбидов.
В период правления Сукмана II по его приказу был побит камнями священник-армянин, которого историки называют Аветом. Тем не менее Вардан Аревелци писал, что Сукман завоевал любовь и уважение христиан.

## Биография

### Происхождение и ранние годы
Отцом Сукмана II был Захиреддин Ибрагим, правитель эмирата с центром в Хлате и сын основателя эмирата, Сукмана аль-Кутби. Источники не указывали даты рождения Сукмана II, но упоминали, что в 1128 году Сукману II было 6 лет, а в 1185 году — 64 года, что даёт примерно 1121/22 год рождения. Про мать Сукмана II известно лишь, что после смерти Ибрагима она стала женой его брата, Ахмеда. Бабкой Сукмана II по отцу была вдова Сукмана аль-Кутби, властная Инанч-хатун. После смерти мужа в 1111 году она являлась фактическим правителем в период формального правления своих сыновей — сначала отца Сукмана II, Ибрагима, а затем Ахмеда. После смерти своего дяди Ахмеда в 1128 году шестилетний Сукман II номинально стал новым Ахлатшахом, но власть снова была захвачена Инанч-хатун, правившей от имени внука.
В 1131 году (580 армянского летосчисления) Иване Абулетисдзе был убит «изменою» царём Деметре I . В следующем году, по словам Вардана Аревелци, Сукман укрыл у себя сына Иване, Тиркаша, который получил от него в управление Эрасхадзор (Аршаруник, часть провинции Айрарат севернее Аракса) и «начал опустошать Иверию с великим мужеством».
У Сукмана была сестра по матери, Зейнеб, которая была также дочерью его дяди и тетка, сестра отца. По словам Усамы ибн Мункыз в  1133 году хаким Мосула и Халеба атабек Имадеддин Занги при помощи своего атабека Салах ад-Дина против воли Инанч-хатун женился на Зейнеб, чтобы подготовить почву для легализации захвата власти в Хлате. Другие авторы не упоминали экспедицию Занги в Хлат. Примерно в это же время, согласно Абу-ль-Фиде, Инанч-хатун решила избавиться от своего внука, чтобы стать полноценным правителем государства. Её планы стали известны старейшинам, и в  1133/34 году Инанч-хатун была задушена.

### Начало правления
В том же году султан Ирака Масуд взошёл на трон во второй раз. Победив халифа Аль-Мустаршида в 1135 году и посетив Мерагу, он отправился на землю Ахлатшахов. Этот рейд Масуда мог быть связан с убийством Инанч-хатун, однако турецкий историк Ф. Шумер считал более вероятной другую версию. Возможно, до этого, когда Масуд вёл борьбу с Аль-Мустаршидом, он вызывал на помощь правителей эмиратов этого региона, но они не явились, и Масул решил наказать их. Сукман с дарами явился к Масуду и заверил в лояльности, но, вероятно, султан не очень доверял Сукману, потому передал государства Сукмана и Тоган Арслана своему брату Сельчуку в качестве икта. По словам Имадеддина аль-Исфахани, Сельчук захватил эмираты Восточной Анатолии, пытал и убивал людей, захватывал их имущество, многих людей обратил в рабов. Это вызвало протест против его правления. Ибн аль-Азрак кратко упомянул, что Сельчук ушёл после того, как некоторое время осаждал Хлат, где его разбил сын Тогана Арслана, хаким Битлиса и Эрзена Хусамуддин Курти. Таким образом, эмират Сукмана избежал большой опасности. В  1138/39 году Сукман попал в плен к правителю Сасуна Вигену Мамиконяну и был освобождён после обращения к Вигену Артукида Хусамюддина Тимурташа.
В 1146 году умер атабек Мосула Имадеддин Занги, что дало Сукману возможность снова распространить своё влияние Ахлатшахов на соседние с Хлатом районы Хизан, Маден и некоторые другие, которые Занги захватил при женитьбе на тетке Сукмана. C этого времени окрестные правители стали понимать, что с новым Ахлатшахом нужно считаться. Примерно в 1151 году Сукман захватил Амук и Сасун.

### Союзы и родственные связи
У Сукмана была тетка, сестра отца, ставшая женой Имадеддина Занги. На сестре Сукмана по матери, Зейнеб, женился Артукид Неджмедин Альпы (сын Хусамюддина Тимурташа). В 541 году (1146/7) старейшины Артукидов отправились в Хлат и забрали невесту в Мардин, а старейшины Хлата прибыли с ней на свадьбу. От этого брака родился Кутбюддин Ильгази II, сын и наследник Альпы. Сам Сукман женился на Шах-Бану, по Ибн-аль-Асиру — сестре Изеддина Салтука, эмира Эрзурума. Таким образом, Артукиды Мардина и Салтукиды стали его родственниками и союзниками. В целом отношения трёх семейств были дружественными. Когда в  1148 году Шах-бану прибыла в Хисн-Кейф по пути в хадж, Артукид Кара-Арслан хорошо принял её. Однако визирь Сукмана Бахаэддин и кади Эрджиша догнали её и попросили вернуться. Ей пришлось вернуться в Хлат. Этот эпизод, описанный Ибн аль-Азраком и Ибн-аль-Асиром, свидетельствует, что брак был заключён до 1148 года. В связи с грузинскими войнами Смбат Спарапет упоминал, что у Сукмана был сын, которого он отправил с армией в Грузию, однако большинство хронистов писало, что у Сукмана не было сына, и он воспитывал в своём дворце Кутбюддина Ильгази II, сына своей сестры и Артукида Неджмеддина Альпа, и видел в нём своего преемника и наследника.
В 1157 году между двумя Артукидами — правителем Мардина Неджмеддином Альпы и правителем Хисн-Кейфа Фахреддином Кара Арсланом — начался конфликт. Кара-Арслан напал на Майяфарикин, принадлежавший Неджмеддину Альпы. В ответ Сукман вторгся на земли Кара Арслана. С прибытием Неджмеддина он и Сукман продвинулись в Телл-Хум и захватили много пленников. А Фахреддин снова атаковал и разграбил принадлежавшие Сукману регионы Чапакчура и Муша, чем вынудил Сукмана вернуться в свой эмират для его защиты. Сукман вернулся в Ахлат, чтобы защитить свою страну. После этого Неджмеддин Альпы призвал эмиров к переговорам и все втроём достигли соглашения.
Правитель Аррана Ильдегиз возвёл Арслана-шаха, сына Тугрула, на трон в 1160 году и стал при нём атабеком. В ответ сын хакима Мераге Ак-Сунгура Арслан-Апа и Сукман заключили союз против Ильдегиза. В 1161 году Ильдегиз послал своего сына Джахана Пехлевана против Арслан-Апы, который призвал на помощь Сукмана. Вдвоём они победили Пехлевана и пленили большинство его солдат, ему пришлось скрыться в Хамедан с остатком войска.
Влияние Сукмана в этот период возросло. В начале 1164 (по другим данным 1165) года жену Сукмана, Шах-Бану, пригласили почётным гостем на свадьбу, объединявшую две ветви Артукидов - Кутбэддин Ильгази, племянник и воспитанник Сукмана, сын Неджмеддина Альпы, женился на дочери Фахреддина Кара-Арслана. Вскоре в 1165 году Неджмеддин Альпы умер, и Сукман обеспечил возведение Ильгази на трон.

### Войны с грузинами
Период правления Сукмана II — это время противоборства эмирата с Грузинским царством. Грузины оккупировали некоторые места в Государстве Ильдегизидов и Восточной Анатолии, воспользовавшись тем, что в этот период тюркские эмиры постоянно сражались не только друг с другом, но и с крестоносцами. Это стало причиной войн эмирата с Грузинским царством , которые стали важнейшими событиями периода правления Сукмана.
В  1154 году грузины при царе Деметре I победили у Ани и захватили в плен Изеддина Салтука. После пленения Салтука Сукман и Неджмеддин Альпы обратились к царю Грузии Деметре I с просьбой об освобождении родственника. В результате переговоров Салтук был освобожден в обмен на 100 тысяч динаров. Жена Сукмана Шах-Бану сыграла важную роль в сборе выкупа. Салтук после возвращения выкупил своих солдат.
Когда в 1161 году грузины вторглись в Ани, Сукман, Изеддин Салтук, Неджмеддин Альпы и Девлетшах,  эмир Битлиса и Эрзена, объединили свои силы и решили отправиться в Грузию. Перед кампанией к союзникам Сукмана прибыли грузинские посланники. Сукман по какой-то причине решил, что союзники договорились с грузинами и не прибудут. По словам аль-Хусайни, Сукман этим был очень расстроен и выступил один, не дожидаясь их. Он потерпел тяжёлое поражение, большая часть его солдат была убита. Согласно Ибн аль-Асиру, у Сукмана осталось не более четырёхсот всадников. Чтобы освободить своих людей из плена, Сукману пришлось заплатить большой выкуп, а грузины, вдохновлённые победой, в 1162 году вторглись в Двин, владения атабека Ильдегиза, сожгли мечети и устроили резню (количество убитых оценивалось в 10 000 человек). Захватив множество пленников, они заставили женщин раздеться догола и идти босиком. Согласно турецким авторам, даже грузинские женщины не одобрили такие меры и одели мусульманок. Эти события заставили мусульманских правителей объединиться для отпора. В 1163 году Сукман, Девлетшах и иракский сельджукский султан Арслан-шах, пасынок Ильдегиза, снова вторглись в Грузию, их армия насчитывала более пятидесяти тысяч человек. Тюрки разграбили грузинские города, захватили в плен женщин и детей. В результате рейда, длившегося около месяца, грузины понесли тяжёлые потери. Войска Сукмана и его союзников одержали победу и вернулись с богатой добычей. В Хлате Сукман был встречен великолепной церемонией, по описаниям это был «день, который стоило видеть». В других тюркских городах тоже были устроены празднования. В следующем 1164 году грузины снова напали на Ани, но атабек Ильдегиз смог отстоять город.
После того, как грузины в 1174 году захватили Ани, снова началась война. В 1175 году на равнине Арас Ильдегиз сразился с грузинами и потерпел поражение. Он обратился за помощью к Сукману и своему пасынку, Арслан-шаху, которые откликнулись на его призыв. В 1174 году умер Ильдегиз, его заменил его сын Джихан Пехлеван, единоутробный брат Арслан-шаха. Сельджукская армия собралась в Нахичеване летом 1175 года, через Лори она прошла к Ахалкалаки. Грузины не смогли оказать сопротивления, и весь регион был разграблен, сожжен и разорён, тюрки увезли много добычи и пленников. После Ахалкалаки они пошли на Двин. В сентябре 1175 года Сукман и его солдаты вернулись в Ахлат с добычей и пленниками. По этому случаю в городе прошли большие торжества.
В 1184 году умер правитель Мардина, воспитанник и племянник Сукмана, Кутбеддин Илгази. Сукман взял эмират под защиту. На престол эмирата он возвёл сына Ильгази Хусамеддина Явлака Арслана и назначил Низамеддина Алп-Куша его опекуном до взросления Явлака Арслана.

### Последние годы
Айюбид Саладин хотел расширить своё государство за счёт долины Евфрата и Тигра, что представляло серьёзную опасность для эмиратов. Когда в конце 1182 года Саладин осадил Мосул, к нему прибыли посланники от Сукмана, Джихана Пехлевана и Кызыл-Арслана, пытавшиеся договориться о мирном урегулировании.
Но Саладин не счел нужным принять их мнение во внимание. Тем не менее, не сумев пробить стены Мосула за месяц, Саладин снял осаду и отправился к Синджару. Он задумал покорить всех окрестных правителей, от которых зависело снабжение Мосула. Сукман опять послал к Сададину одного из своих лучших эмиров Сейфеддина Бектимура для переговоров, но Саладин проигнорировал изложенное Бектимуром предложение покинуть Синджар. Вернувшись, Бектимур сообщил Сукману, что проявление пренебрежения или слабости в сложившейся ситуации может иметь серьёзные последствия. В январе 1183 (30 декабря 1182) года после двух недель осады Синджар сдался. Понимая серьёзность опасности Айюбида, Сукман немедленно отправился в Мардин, где эмиром был Кутбюддин Ильгази, его племянник и воспитанник, а также заключил союз с правителем Мосула Изеддином Месудом (который через брак был роднёй Ильгази). В конце февраля 1183 года эмиры собрались у деревне Харзем между Мардином и Кошисаром. Саладин узнал, что против него собирается союзная армия, и вызвал из Сирии на помощь своего племянника Такиюддина. Такиюддин посоветовал дяде напугать противников. Совет понравился Саладину, и он направился от Синджара к Рас-аль-Айну. Услышав о приближении Саладина, эмиры поспешно послали посланников, прося мира. Эмиры разъехались: Сукман отправился в Хлат, а Иззеддин Масуд и Кудбеддин Ильгази отправились в Мосул.
В мае 1185 года Саладин снова осадил Мосул. Ибн аль-Асир сообщал, что Сукман умер во время этой осады. Сукман умер в шестидесят четыре года, его смерть датируют  10 июля 1185 года. Известно, что Сукман чеканил монеты.
К моменту смерти у Сукмана не было наследников мужского пола, только дочь, на которой позднее женился Пехлеван, чтобы получить права наследования. Сукман выбрал среди своих военачальников верного и надёжного, Бектимура, и сделал его своим наследником.

## Личность
Историки называли Сукмана: «Шах-Армен, властитель всей Аравии», «халиф Шахи-Армен», «Сукман, эмир Востока», «Шах-Армен, прозванный царём армян». Все соседние правители уважали его. Он был умным, дальновидным и благородным правителем. Народ его любил. Его мужество и войны против грузин привели к тому, что память о нём долго жила в сердцах людей. Сукман были смелым, основательным, очень добрым правителем. По словам Вардана Аревелци Сукман завоевал любовь и уважение христиан, сам «любил христиан и заботился о благоустройстве страны».
При нём эмират достиг расцвета. Согласно Абу-ль-Фиде период правления Сукмана II представляет высшую точку могущества династии, является самым ярким периодом существования эмирата Ахлатшахов. Если исключить несколько войн с грузинами, люди в регионе комфортно жили под управлением Сукмана около пятидесяти семи лет. Ахлатский район стал одним из самых благополучных мест того времени, и его население достигло высокого уровня благосостояния. Вардан писал, что после смерти Ахлатшаха его страна стала бедной, и счастливая жизнь закончилась.

## Строительство
Источники описывали материальное процветание и развитие культуры эмирата во время долгого правления Сукмана II. Жена Сукмана Шах-Бану, дочь правителя Салтукидов Салтука II, в 1164 году начала крупную кампанию по строительству дорог, ведущих в Хлат, и замене деревянных мостов на каменные. Она построила торговые ряды и перестроила цитадель Хлата. Некий Каракуш прославился тем, что успел перестроить цитадель за несколько месяцев, что свидетельствует о наличии в его распоряжении достаточного числа каменщиков. В первой половине XII века построенные им укрепления выдержали первую осаду Хлата Хорезмшахом Джалал ад-Дином, а успехом второй осады хорезмшах обязан длительной работе катапульт и предательству некоторых горожан. Разрушительные осады Джалал ад-Дина и землетрясения (1246 и 1276) уничтожили большую часть города XII векa.
Основание города Сукманабад (расположенного либо к западу от Хоя на дороге в Тебриз, либо на дороге из Баязида в Хой ) приписывают либо Сукману аль-Кутби, либо Сукману II.

## Мученичество Авета
В период правления Сукмана II по его приказу был побит камнями священник-армянин, которого историки называют Аветом.
Описание казни священника даётся Варданом Аревелци, который, хотя и пишет, что казнь свершилась по приказу Шах-Армена, но уточняет, что казнён он был не за веру, и не за проповедь христианства: «Он проходил подобно Христу через города и сёла с проповедью на устах, ибо он владел даром слова. Молва о нём распространилась всюду и народ в большом множестве приходил и присоединялся к нему». Далее Вардан пишет, что в Манцикерте «Шахи-Армен вышел ему на встречу с великим торжеством, просил молиться о cебе и с почестями ввёл его в город». В дальнейшем «порочные священники» оклеветали священника-армянина, выставив его соглядатаем и шпионом. Именно по такому обвинению священник-армянин и был приговорён к побитию камнями. Однако, по словам Вардана, над телом казнённого трое суток «сиял небесный свет, при виде которого Шах скорбел о смерти св. мужа, а потому приказал воздать почести его останкам». Тем не менее Я. Манандян и другие историки выражали сомнение в искренности «христианолюбия турко-сельджукских эмиров», подчёркивая, что его «надо принимать с некоторыми оговорками».

## Комментарии
1. ↑  Армянские историки датировали это событие более ранним временем. Мхитар Айриванеци писал, что  Сукман (Шахриман - Шахи-Армен) «взял Хлат» в 580 году армянского летосчисления[12],  Вардан Аревелци писал, что  за семь лет до 588 (1139) года армянского летосчисления «Шахи-Армен, внук Сукмана, овладел Хелатскою землю и многими другими городами. Он убил свою бабку, погубившую своих сыновей, и захватил ее владения»[8].
2. ↑  Р. Ачарян называл 1132 год как год пленения Шах-Армена Вигеном Мамиконяном[14].
3. ↑  Согласно Томашеку время покорения Сасуна и обстоятельства события точно не известны, информация хронистов противоречива[15]. Вардан Аревелци писал, что Ильдегиз напал на Сукмана, но потерпел поражение. Затем «Шахи-Армен отнял Амук у Хетеника, Сасун со всеми монастырями у Вигена»[13]. Однако Мхитар Айриванеци сообщал, что в 1151 году Ильдегиз отнял у Вигена Сасун, у Хатенка — Амук[12].
4. ↑  Ибн аль-Асир: «В том же  1161  году между курджами и царём Салтыком, сыном 'Али, владельцем Эрзен-ар-Рума, произошли сражение и война, в которой  Салтык и его армия были разбиты и обращены в бегство, а сам Салтык взят в плен. Сестра его, Шах-Банувар, на которой был женат Шах-Армен, сын Сукмана, сына Ибрахима, сына Сукмана, владелец Хилата, послала царю курджов ценный подарок и просила освободить за выкуп её брата, и он отпустил его, и тот вернулся в свои владения»[19][20].
  - Кятиб Челеби: «В   1164  произошла большая битва с грузинами, и он [Силик] попал в плен со своими вельможами. Но так как его сестра Шах-и Бануп-хатун была супругой Сулеймана бин-Ибрагим бин Сулеймана (Должно быть: Сукман бин-Ибрагим бин Сукман) который завладел Ахлатом и был известен под именем Шах-и Армен, то он послал грузинам драгоценные подарки и освободил эмира Силика»[21].
5. ↑  По мнению Зеки Атчекена и Яшара Бедырхана Такиюддин посоветовал Саладину немедленно отступать. Объединённые силы рассеялись, когда услышали, как он уходит. Сукман направился в Хлат, намереваясь набрать ещё солдат и вернуться[7].
6. ↑   Абу-ль-Фида писал, что это произошло в 579 году (1184 год),  приведённая Ибн-аль-Асиром дата более точна[1][7]. С. Лэн-Пуль датировал смерть Сукмана 1183 годом[31].
7. ↑  
  - «В 1182 году ... по приказу Шах-Армена Мирана священник Авет был побит камнями»[41].

Оригинальный текст (арм.)1182 թ․..  իսկ Շահի-Արմեն Միրանի հրամանով քարկոծված է Ավետ քահանան[42].
  - «АВЕТ (погиб в конце XII в.) – мученик, священник. По приказу Шахи-Армен Мирана был побит камнями»[43].